# 摩爾多瓦國家圖書館
摩爾多瓦國家圖書館（羅馬尼亞語：Biblioteca Naţională a Republicii Moldova）是摩爾多瓦的國家圖書館，於1832年8月22日建立於基希訥烏。 其藏書量超過300萬，是國內最大的圖書館之一。

## 外部連結
- 官方網站 （摩尔多瓦文）
- 歷任館長（摩尔多瓦文）

47°02′00″N 28°50′0″E / 47.03333°N 28.83333°E